# Peltacanthina guttulata
Peltacanthina guttulata är en tvåvingeart som beskrevs av Günther Enderlein 1924. Peltacanthina guttulata ingår i släktet Peltacanthina och familjen bredmunsflugor. Inga underarter finns listade i Catalogue of Life.